# Onega-kanalen
Onega-kanalen (russisk: Онежский канал, tr. Onezjskij kanal) er en kanal langs sydbredden af søen Onega i Vologda oblast og Leningrad oblast i Rusland. Kanalen blev bygget i 1818 – 1820 og 1845 – 1852 som en del af vandvejsystemet Mariinskaja for at små flodfartøjer kunne undgå Onegasøen, hvor storme er hyppige, og hvor mange både var forlist gennem århundrederne. Kanalen er 67 km lang og går mellem floderne Vytegra i øst og Svir i vest. Bredden er omkring 50 m, og kanalen ligger mellem 10 m og 2 km fra søen. Ved kanalens munding er der rejst en mindeeobelisk. Kanalen er sejlbar, men besejles ikke fast.
I 2011 besejledes Onega-kanalen første gang i mange år af "Nikolaje Jakovleve". Der er planer om i fremtiden at besejle kanalen med turistbåde.